# Харт, Лоренц
Ло́ренц Харт (англ. Lorenz Hart; 2 мая 1895 — 22 ноября 1943) — американский поэт-песенник и либреттист, известный по сотрудничеству с композитором Ричардом Роджерсом. За 25 лет совместной работы они написали более тысячи песен.
В 1920-е и 1930-е годы мюзиклы Ричарда Роджерса и Лоренца Харта гремели на Бродвее, оказав большое влияние на звучание музыкального театра того времени. Кроме того, в первой половине 1930-х годов они работали над несколькими успешными музыкальными фильмами. (Когда во время Великой депрессии мюзиклы стали менее прибыльными, Роджерс и Харт на несколько лет переехали в Голливуд.)
Является автором слов таких знаменитых песен, как «My Funny Valentine», «The Lady Is a Tramp» и «Blue Moon».
В 1970 году Лоренц Харт был включён в Зал славы авторов песен.